# Kanton Mont-Saint-Martin
Mont-Saint-Martin is een kanton van het Franse departement Meurthe-et-Moselle. Het kanton maakt deel uit van het arrondissement Briey.

## Geschiedenis
Begin 2015 werden de gemeenten Chenières, Cutry, Lexy en Réhon overgeheveld naar het kanton Longwy. Tegelijkertijd werd het kanton Longuyon opgeheven en de 23 gemeenten ervan, de gemeente Saint-Supplet van het kanton Audun-le-Roman en de gemeenten Baslieux, Bazailles, Boismont en Ville-au-Montois van het kanton Villerupt werden onderdeel van het kanton Mont-Saint-Martin. Hierdoor veranderde het aantal gemeenten in het kanton van 8 tot 32 gemeenten.

## Gemeenten
Het kanton Mont-Saint-Martin omvat de volgende gemeenten:
- Allondrelle-la-Malmaison
- Baslieux
- Bazailles
- Beuveille
- Boismont
- Charency-Vezin
- Colmey
- Cons-la-Grandville
- Cosnes-et-Romain
- Doncourt-lès-Longuyon
- Épiez-sur-Chiers
- Fresnois-la-Montagne
- Gorcy
- Grand-Failly
- Han-devant-Pierrepont
- Longuyon
- Montigny-sur-Chiers
- Mont-Saint-Martin
- Othe
- Petit-Failly
- Pierrepont
- Saint-Jean-lès-Longuyon
- Saint-Pancré
- Saint-Supplet
- Tellancourt
- Ugny
- Ville-au-Montois
- Ville-Houdlémont
- Villers-la-Chèvre
- Villers-le-Rond
- Villette
- Viviers-sur-Chiers